# Christian II. (Oldenburg)
Christian II. von Oldenburg (urkundlich bezeugt vor 1209; † 1233) war ab 1209 Graf von Oldenburg.
Christian II. war der Sohn von Graf Moritz I. von Oldenburg († 1209) und Salome von Wickrath. In einer undatierten, aber wohl nicht lange vor 1209 von Moritz I. ausgestellten Urkunde wird er erstmals genannt. 1209 erscheint er in einer Urkunde von Gerhard I., zu der Zeit Bischof von Osnabrück, als volljährig.
Nach dem Tod seines Vaters übernahm er gemeinsam mit seinem Bruder Otto I. die Nachfolge. Die beiden regierten einträchtig und konnten die oldenburgischen Rechte und Ansprüche in Landwürden und Lehe durch traditionelle Fehden mit den Vettern und Lehnsherren, so auch mit den Grafen von Hoya, bedeutsam ausdehnen.
Im März 1233 gehört er mit seinem Bruder Otto I. zu den Garanten des Vertrages, mit dem sich Erzbischof Gerhard II. von Bremen die Hilfe der Stadt Bremen gegen die Stedinger sicherte. Urkundlich erscheint er hier zum letzten Mal.
Seine Beteiligung an den Stedingerkreuzzügen von 1233 und 1234 ist nicht nachweisbar. Nach seinem Tod übernahm Otto I. zusammen mit Christians Sohn Johann I. die Herrschaft.

## Ehe und Kinder
Er heiratete Agnes von Altena-Isenberg, Tochter des Grafen Arnold von Altena
- Otto († um 1285), Abt in Rastede und am Paulskloster vor Bremen
- Johann I. (* um 1204; † um 1270), ab 1233 Graf von Oldenburg-Delmenhorst